# 톈한

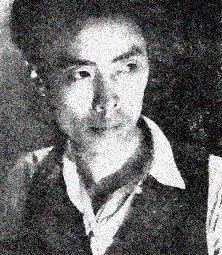
톈한

톈한(전한, 중국어 간체자: 田汉, 정체자: 田漢, 병음: Tián Hàn, 1898년 3월 12일~1968년 12월 10일)은 중화인민공화국의 현대 극작가이며, 중국 신극 운동의 최고 지도자이기도 하다. 자는 수창(壽昌), 호는 진유(陳瑜), 철서장(鐵瑞章)이고, 청 제국 후난 성 창사(長沙) 출신이다.
그는 중국의 국가인 《의용군 진행곡》을 작사한 인물이기도 하다. 일찍이 일본 도쿄 고등사범학교에 유학 중에 극작을 시작하고, 후에 창조사(創造社)의 결성에 참가했다. 대륙의 본토로 귀국 후에는 영화사를 세우고 각 대학의 연극 지도를 하는 한편 많은 단막극을 발표했다. 창작극 <카페의 하룻밤>에 이어 셰익스피어의 <로미오와 줄리엣> <햄릿> 등을 번역 소개했다. 한편 1923년 상하이에서는 '남국극사(南國劇社)'를 창립, 본격적인 신극운동을 전개하며 낭만적·감상적인 작품으로 연극계를 이끌었다. 그때의 대표작으로는 <명우의 죽음> <호상(湖上)의 비극> 등이 있고, 와일드의 <살로메>, 메리메의 <카르멘> 등을 각색·상연했다. 중국의 많은 신극 배우와 무대 관계자들은 대부분 그의 극단 출신이었다고 하여도 과언이 아니다.
1930년대부터 좌익 연극에 투신, 많은 창작극과 번역극으로 지도자적 위치에 있었으며 고전극 개량운동을 지휘, 경극 현대화에도 많은 업적을 남겼다. 항일 전쟁 중 많은 항일 희곡을 집필했으며, 1949년 중공 공산당 혁명(국민당 정부 시대의 국부천대 사태)이 이루어진 이후에는 문화계·극작가협회의 대표로서 활약했지만, 결국 억울케도 문화 대혁명 때에 우파 분자로 낙인찍혀 숙청당했다.